# 18237 Кенфрімен
18237 Кенфрімен (18237 Kenfreeman) — астероїд головного поясу, відкритий 29 вересня 1973 року.
Тіссеранів параметр щодо Юпітера — 3,473.